# Buja
Buja (tudi Buia, furlansko Buie) je občina v nekdanji Pokrajini Videm v avtonomni deželi Furlaniji - Julijski krajini. Občina ima 6.369 prebivalcev. 

## Naselja
- Buja / Buie
- Ursinins Grande / Ursinins Grant
- Ursinins Piccolo  / Ursinins Piçul